# Era de Tardà
L'Era de Tardà és un paratge del terme municipal de Conca de Dalt, a l'antic terme d'Hortoneda de la Conca, al Pallars Jussà, en territori que havia estat de l'antiga caseria dels Masos de la Coma.
Està situat a ponent de la Coma d'Orient i a llevant de Perauba, al nord-oest del paratge de Sant Andreu. És a la carena que davalla cap al nord-oest de la Serra del Pi i de les Roques de Sant Andreu.